# غارث أندرسون
غارث أندرسون (بالإنجليزية: Garth Anderson)‏ (12 مارس 1976 بجزر كايمان في المملكة المتحدة - ) هو لاعب كرة قدم بريطاني في مركز الوسط. شارك مع منتخب جزر كايمان لكرة القدم. أما مع النوادي، فقد لعب مع George Town SC ‏.

## وصلات خارجية
- غارث أندرسون على موقع الاتحاد الدولي (مؤرشف)  (الإنجليزية)
- غارث أندرسون على موقع قاعدة بيانات كرة القدم.إي يو (الإنجليزية)
- غارث أندرسون على موقع ناشيونال فوتبول تيمز (الإنجليزية)
- غارث أندرسون على موقع Soccerway.com (الإنجليزية)